# Glinik Charzewski
Glinik Charzewski – wieś w Polsce położona w województwie podkarpackim, w powiecie strzyżowskim, w gminie Strzyżów.
| SIMC    | Nazwa     | Rodzaj    |
| ------- | --------- | --------- |
| 0662698 | Bebrówka  | część wsi |
| 0662706 | Budy      | część wsi |
| 0662712 | Dół       | część wsi |
| 0662729 | Góra      | część wsi |
| 0662735 | Paciep    | część wsi |
| 0662741 | Pałysówka | część wsi |
| 0662758 | Sołtysie  | część wsi |
| 0662764 | Środek    | część wsi |
| 0662770 | Za Wodą   | część wsi |

W latach 1954–1972 wieś należała i była siedzibą władz gromady Glinik Charzewski. W latach 1975–1998 miejscowość administracyjnie należała do województwa rzeszowskiego.
Glinik Charzewski położony jest na wschód od Strzyżowa, za wsią Żarnowa. Rozpościera się w dolinie Wisłoka, na pogórzu zwróconym ku zachodowi. Ma charakter ulicówki. Budynki usytuowane są wzdłuż głównej drogi asfaltowej Strzyżów – Rzeszów, wybudowanej w latach 1794-98, oraz wzdłuż toru kolejowego PKP, wybudowanego w latach 1889-90 na trasie Rzeszów- Jasło.. Droga główna łączy wieś ze Strzyżowem i Czudcem. Obiekty fizjograficzne wsi to: Błonie (pola), Pacie (las), Pałysówka (pole), Sitówki (las), Wisłok (rzeka).
Glinik Charzewski to wieś rolnicza z rozwiniętą uprawą krzewów, głównie malin. Infrastruktura techniczna w miejscowości jest zadowalająca. Wieś zelektryfikowano w latach 1959-60, gaz do gospodarstw domowych doprowadzono w latach 1994-95. Prawie wszystkie gospodarstwa mają wodę z wodociągów pod własnym ciśnieniem. W latach 60. wybudowano we wsi prywatny młyn gospodarczy, który działał do 2018 r. W wiosce już ponad 50 lat działa Ochotnicza Straż Pożarna. Ma ona własny sztandar, dawniej miała sekcję młodzieżową. Od 1957 roku działa filia Biblioteki Publicznej Gminy i Miasta Strzyżów. Obecnie ma swoją siedzibę w szkole podstawowej.